# 7019 Tagayuichan
A 7019 Tagayuichan a Naprendszer kisbolygóövében található aszteroida. Atsushi Sugie fedezte fel 1992. március 8-án.